# Dendrobium intricatum
Dendrobium intricatum är en orkidéart som beskrevs av François Gagnepain. Dendrobium intricatum ingår i släktet Dendrobium, och familjen orkidéer. Inga underarter finns listade i Catalogue of Life.